# Typ 97 Chi-Ni
Der Typ 97 Chi-Ni (jap. 試製中戦車 チニ, Shisei-chū sensha chini) war ein Prototyp eines japanischen Panzers, der 1937 vom Kaiserlich Japanischen Heer getestet wurde. Ursprünglich als günstigere Alternative zum Typ 97 Chi-Ha gedacht kam der Typ 97 Chi-Ni nicht über den Status des Prototyps hinaus.

## Geschichte
Nach dem Ersten Weltkrieg erkannte das japanische Heer die Notwendigkeit, zur Unterstützung seiner Infanterie gepanzerte Fahrzeuge einzusetzen. Erste Panzer wurden auf dem europäischen Markt gekauft, langfristig war jedoch die Produktion einheimisch hergestellter Panzer das Ziel. Der in Japan gebaute und 1929 eingeführte mittelschwere Panzer Typ 89 I-Gō hatte sich zwar bewährt, wurde aber 1935 weithin als veraltet angesehen, insbesondere wegen seiner begrenzten Fahrgeschwindigkeit von 26 km/h (auf der Straße). Anforderungen an einen neuen mittelschweren Panzer lagen auf der Erhöhung der Geschwindigkeit, um mit dem neuen leichten Panzer Typ 95 Ha-Gō mit 37-mm-Kanone mithalten zu können, sowie Ausstattung mit der 57-mm-Kampfwagenkanone, die im I-Gō verbaut war. Der Generalstab und das Heeresministerium, die aufgrund der damaligen Infrastrukturprobleme die Gewichtsreduzierung als größtes Anliegen betrachteten, forderten eine Begrenzung auf maximal 12 Tonnen.
1935 wurde zwei Projekte diesbezüglich begonnen. Eines war eine vom Generalstab unterstützte Version, die im Arsenal Osaka ausgearbeitet wurde und mittlerer Vierter bzw. Chi-Ni genannt wurde. Die andere Version wurde von Mitsubishi gebaut und hieß mittlerer Dritter bzw. Chi-Ha.

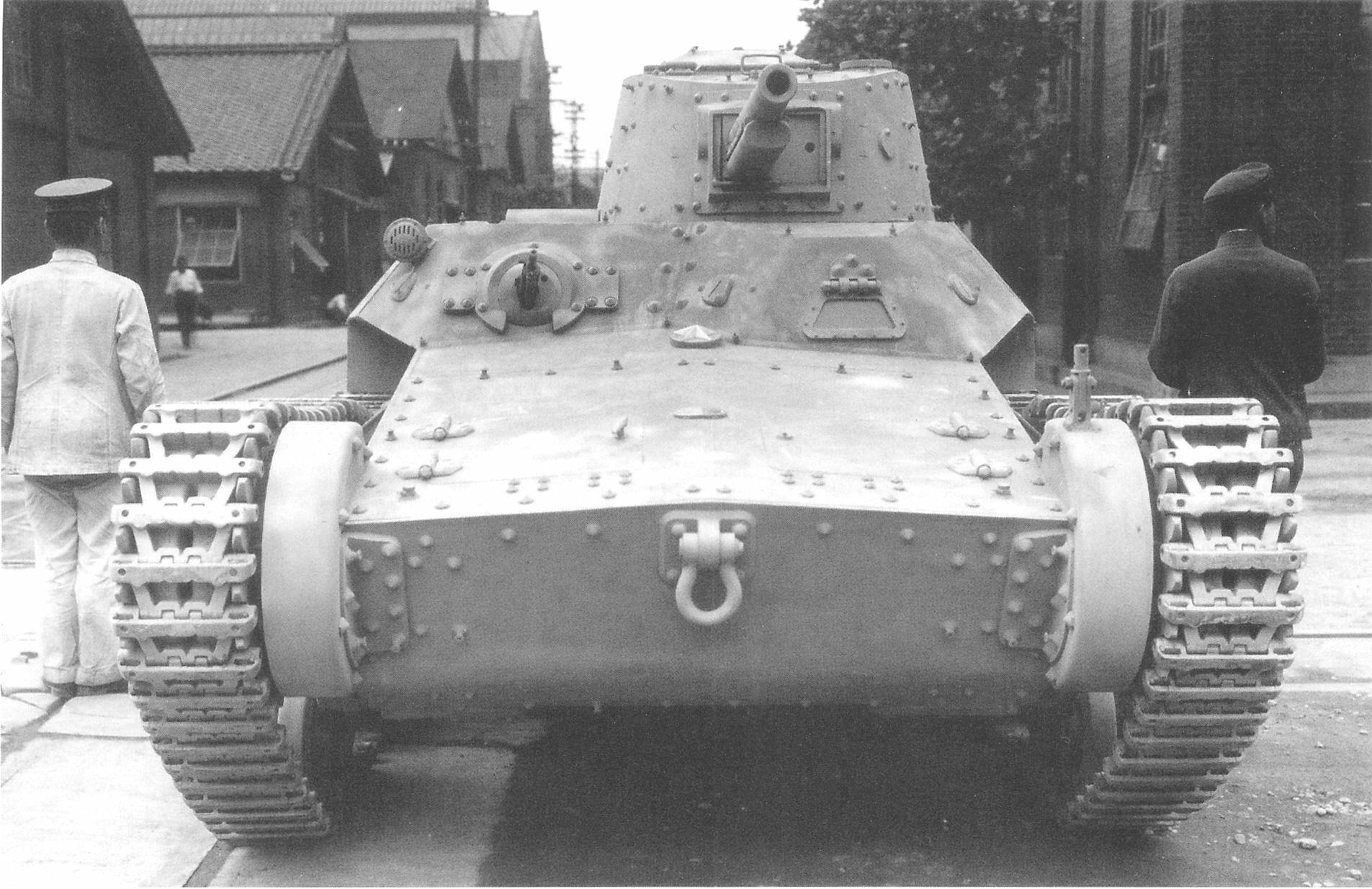
Frontansicht des Typ 97 Chi-Ni.

Vorgaben des Munitionsrats für die geplanten Prototypen:
| Prototyp                   | Chi-Ha                                                                                 | Chi-Ni                                                                                 |
| -------------------------- | -------------------------------------------------------------------------------------- | -------------------------------------------------------------------------------------- |
| Gewicht                    | 13,5 t                                                                                 | 10 t                                                                                   |
| Besatzung                  | 4 Mann                                                                                 | 3 Mann                                                                                 |
| Bewaffnung                 | 1 × 5,7-cm-Bordkanone mit 100 Schuss, 2 × Bordmaschinengewehr mit 3000 Schuss Munition | 1 × 5,7-cm-Bordkanone mit 100 Schuss, 1 × Bordmaschinengewehr mit 1000 Schuss Munition |
| Panzerung maximal          | 25 mm an besonders gefährdeten Stellen, sonst 20 mm                                    | 20 mm                                                                                  |
| Motorleistung              | 147 kW (200 PS)                                                                        | 88 kW (120 PS)                                                                         |
| Länge                      | 5,5 m                                                                                  | 5,1 m                                                                                  |
| Höhe                       | 2,2 m                                                                                  | 2,1 m                                                                                  |
| Breite                     | 2,3 m                                                                                  | 2,2 m                                                                                  |
| Grabenüberschreitfähigkeit | 2,5 m                                                                                  | 2,4 m                                                                                  |

Beide Prototypen wurden Anfang 1937 vorgestellt. Die Chi-Ni-Version war mit 9,8 Tonnen deutlich leichter als das 15 Tonnen schwere Konkurrenzmodell. Der Chi-Ni wurde von einem luftgekühlten 135 PS starken 6-Zylinder-Dieselmotor angetrieben und erreichte auf der Straße eine Höchstgeschwindigkeit von 30 km/h. Die Besatzung bestand aus Fahrer (vorne links), MG-Schütze (vorne rechts) und dem Panzerkommandanten. Letzterer bediente im Turm, zusätzlich zu seinen Führungs- und Beobachtungsaufgaben, die 57-mm-Kanone. Des Weiteren war der Chi-Ni mit einem Typ 91 6,5-mm-Maschinengewehr bewaffnet. In Sachen Geschwindigkeit und als Gesamtkonzept blieb der Chi-Ni unter den Erwartungen. Er wurde als „Infanterie-Unterstützungspanzer“ gesehen und war damit keine Verstärkung für den Typ 95 Ha-Gō.

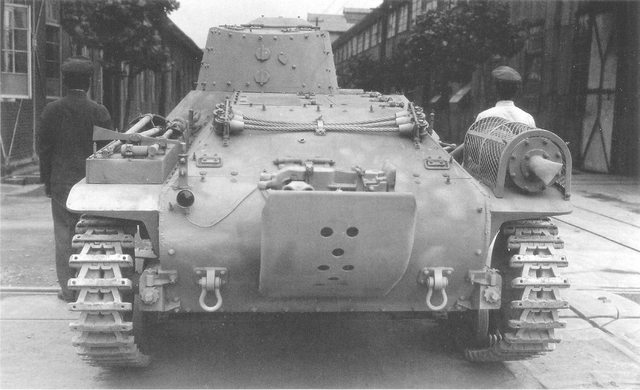
Rückansicht des Typ 97 Chi-Ni.

Die Chi-Ha-Version, die von einem 170 PS starken Dieselmotor angetrieben wurde, überzeugte dagegen. Zwar aufbauend auf dem Typ 95 Ha-Gō-Chassis war der Panzer vergrößert und verstärkt worden. Mit seiner stärkeren Panzerung wog er zwar mehr, schützte dagegen seine 4-köpfige Besatzung besser. Der Turm wurde von zwei Mann bedient, was im japanischen Panzerdesign eine Revolution darstellte. Der Kommandant, der bisher das Geschütz bedient hatte, konnte sich nun auf Führungs- und taktische Anweisungen konzentrieren.
Die Entscheidung zwischen den beiden Alternativen fiel im Sommer 1937 nach Ausbruch des Krieges mit China. Da das Militärbudget stark aufgestockt worden war, entschied sich das Heer für die leistungsfähigere der beiden Konstruktionen und wählte die Chi-Ha-Konfiguration für den neuen mittleren Panzer Typ 97. Die Weiterentwicklung des Chi-Ni wurde damit eingestellt.

## Technische Daten
- Gewicht: 9,8 t
- Länge: 5,26 m
- Breite: 2,23 m
- Höhe: 2,33 m
- Überschreitfähigkeit: 2,4 m mit Hecksporn
- Antrieb: Luftgekühlter Mitsubishi A6120VDe 6-Zylinder Dieselmotor mit 99 kW (135 PS)
- Geschwindigkeit (Straße): 30 km/h
- Fahrbereich: 200 km
- Bewaffnung:
  - 1 × Typ 97 5,7-cm-Bordkanone (60 Schuss)
  - 1 × Typ 91 6,5-mm-Bordmaschinengewehr (3000 Schuss)
- Panzerung: 8–25 mm
- Besatzung: 3